# Popis (jezioro)
Popis – jezioro w południowo-wschodniej Litwie, w rejonie solecznickim, około 2 km na północ od Białej Waki. Na wschodnim brzegu jeziora położona jest wieś Popiszki.